# Seitenkettenmodifikation
Die Seitenkettenmodifikation umfasst posttranslationale Modifikationen der Seitenketten von Aminosäuren in Proteinen. Im Gegensatz zur Seitenkettenmodifikation bezeichnet die terminale (endständige) Modifikation die Veränderung des N- oder C-Terminus.

## Eigenschaften
Durch die posttranslationale Modifikation der Seitenketten werden verschiedene modifizierte Aminosäuren in einem Protein erzeugt. Unter anderem werden die Seitenketten von Lysin acetyliert, Arginin und Lysin methyliert, Glutaminsäure carboxyliert, Prolin hydroxyliert oder Serin, Threonin und Tyrosin phosphoryliert. Glykosylierungen und manche Lipid-Modifikationen sind ebenfalls Seitenkettenmodifikationen. Mit zunehmendem Alter nehmen die Seitenkettenmodifikationen zu.

## Anwendungen
Während die meisten Seitenkettenmodifikationen enzymatisch erzeugt werden, entstehen auch manche Modifikationen der Seitenketten von Proteinen im Zuge einer Glykation mit Kohlenhydraten oder durch Oxidation (z. B. Cystein zu Cysteinsulfonsäure oder Carbonyle). Beim Garen mit trockener Hitze entstehen im Zuge der Maillard-Reaktion Melanoidine, die Seitenkettenmodifikationen mit reduzierenden Zuckern enthalten.
In der Biochemie werden Hydroxylierungen zur Markierung von Proteinen für die Massenspektrometrie verwendet. Bei einer Radioiodierung werden Tyrosin-Seitenketten oxidiert und mit radioaktivem Iod markiert. Bei einer Deuterierung werden sowohl endständige Wasserstoffatome als auch solche an Seitenketten gegen Deuterium ausgetauscht.